# Larisa
Larisa (gr. Λάρισα; staroż. Larysa lub Laryssa) – miasto w środkowej Grecji, na Nizinie Tesalskiej, nad rzeką Pinios (uchodzi do Morza Egejskiego), siedziba administracji zdecentralizowanej Tesalia-Grecja Środkowa, regionu Tesalia, jednostki regionalnej Larisa i gminy Larisa. W 2011 roku liczyło 144 651 mieszkańców.
Nazwę miastu nadał król Pelasgos dla upamiętnienia imienia swojej córki. W antycznym mieście działała mennica. Pochodził stąd starożytny filozof doby eklektyzmu Filon z Laryssy.
Na terenie miasta znajduje się jeden z największych antycznych teatrów greckich – teatr w Larisie.
W mieście rozwinął się przemysł włókienniczy, cukrowniczy, tytoniowy oraz papierniczy.

## Miasta partnerskie
- Rybnik, Polska
- Knoxville, USA
- Bańska Bystrzyca, Słowacja
- Bielce, Mołdawia
- Stara Zagora, Bułgaria
- Ürgüp, Turcja